# Extrém alacsony frekvencia

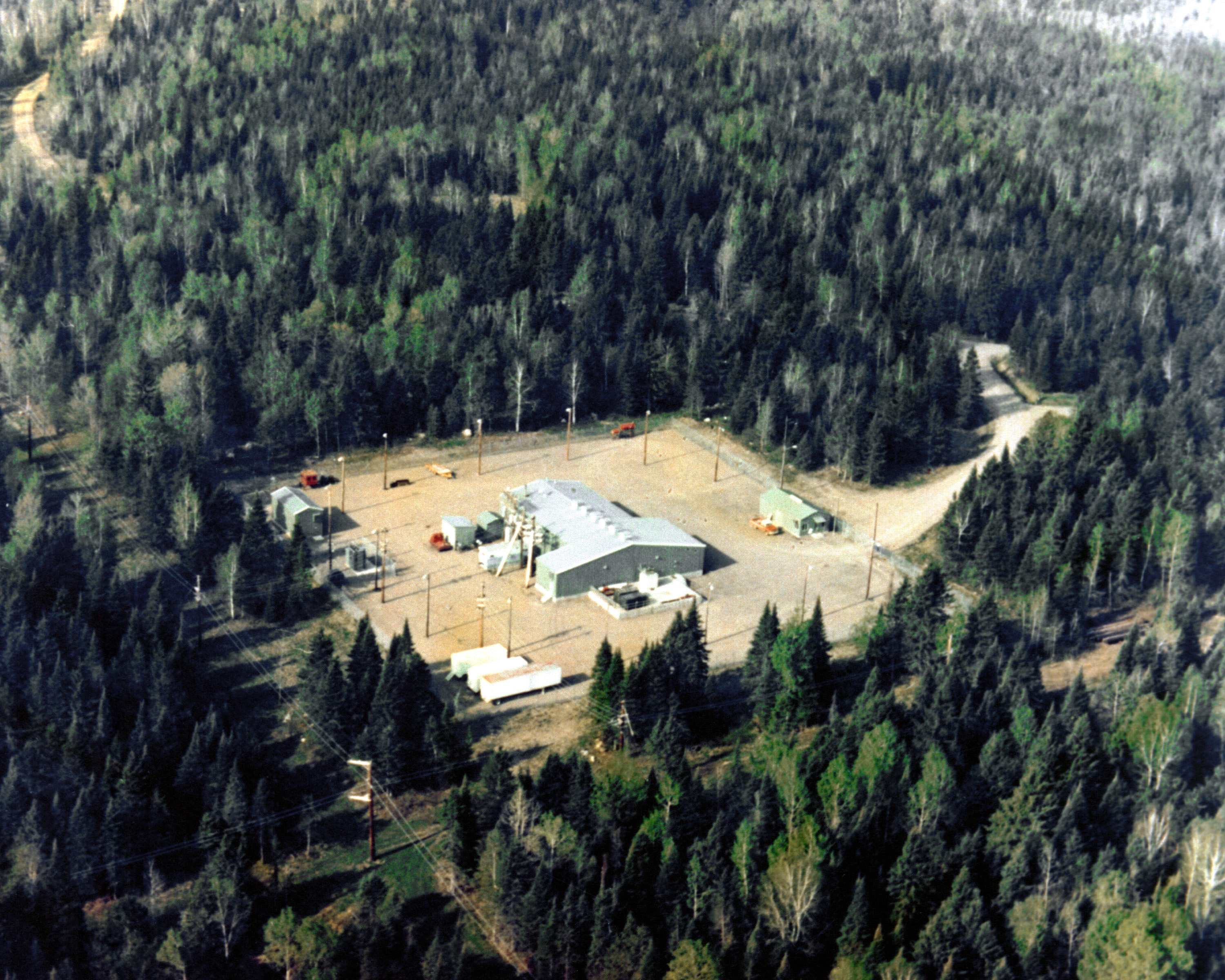
1982-es légi felvétel az Amerikai Haditengerészet egyik ELF adóberendezéséről (Clam Lake, Wisconsin állam, USA), amit mélyen lemerült tengeralattjárókkal való kommunikációra használtak. A két merőleges, 23 km hosszú távvezeték (a kép bal alsó részén) alkotta az ELF hullámokat ki sugárzó dipól antennát

Az extrém alacsony frekvencia (Extremely low frequency, röviden: ELF, ejtsd "é-el-ef") az ITU jelölése szerint olyan elektromágneses sugárzás (rádióhullám), aminek frekvenciája 3 Hz-től 30 Hz-ig tart, ezek megfelelő hullámhossza 100 000 km és 10 000 km közötti.
A légkörtudomány által használt alternatív meghatározás általában a 3 Hz és 3 kHz határokat adja meg.
A kapcsolódó magnetoszféra tudomány a még alacsonyabb frekvenciájú elektromágneses rezgésekre (amik frekvenciája ~3 Hz alatti) az ULF jelölést használja, amely azonban eltér az ITU rádió-sávok jelölésétől.
ELF rádióhullámok villámlás, valamint a Föld mágneses mezőjében természetes módon fellépő zavarok következtében jönnek létre, így ezt a témakört elsősorban a légkörrel foglalkozó tudósok kutatják. Mivel az ilyen hosszú hullámok kisugárzásához szükséges, nagy méretű antennát nehéz létrehozni, ELF frekvenciát csak nagyon kevés, ember alkotta kommunikációs rendszer használ. Az ELF hullámok képesek áthatolni a tengervízen, ami nagyon hasznos a tengeralattjárókkal való kommunikációban (erre más frekvenciájú rádióhullámok nem képesek). Csak az Amerikai Egyesült Államok, Oroszország és India esetében ismert, hogy valaha is ELF kommunikációs berendezéseket épített. Az USA berendezéseit 1985 és 2004 között használták, de azóta már leszerelték őket.

## Alternatív meghatározások
Az ELF a rádióhullámok alatti frekvenciatartomány. Orvosi lektorált folyóiratcikkek ELF-nek nevezik az 50 Hz alatti frekvenciákat, vagy az 50–80 Hz közötti tartományt. Az Egyesült Államok kormányzati szervei, mint például a NASA, az ELF-et 0–300 Hz közötti frekvenciájú nem-ionizáló sugárzásként írják le.

## Terjedés

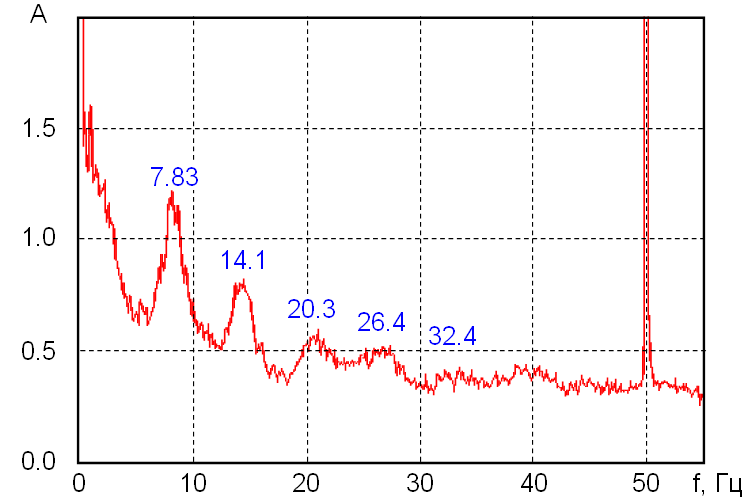
Jellemző spektrum ELF hullámokkal a Föld légkörében. A csúcsokat a Schumann-rezonanciák okozzák. Az éles csúcs oka 50 Hz-nél a villamos energiahálózatok sugárzása

A rendkívül hosszú hullámhossz miatt az ELF hullámok a nagy méretű akadályok körül elhajlanak, és nem blokkolják őket a hegyvonulatok vagy a horizont, és könnyedén körbeutazzák a Földet. Az ELF és VLF hullámok nagy távolságokra terjednek a Föld és az ionoszféra közötti hullámvezető mechanizmusban. A Föld körül egy réteg töltött részecskékből (ionokból) áll, ami a légkörben körülbelül 60 km magasságban van, az ionoszféra alján, ez az úgynevezett D-réteg, amely visszaveri az ELF-hullámokat. A vezető földfelszín és a szintén vezető D-réteg úgy viselkedik, mint egy párhuzamos lemezekből álló hullámvezető, amelynek határain az ELF hullámok visszaverődnek és nem szöknek ki a világűrbe, ez lehetővé teszi számukra, hogy nagy távolságokra eljussanak. A VLF hullámokkal szemben ennek a rétegnek a magassága sokkal kisebb, mint egy hullámhossz, így az egyetlen mód, ahogy terjednek az ELF frekvenciák, a TEM mód függőleges polarizációval, amikor az elektromos mező függőleges, a mágneses mező vízszintes. Az ELF hullámoknak nagyon alacsony a csillapítása, 1–2 dB / 1000 km, így egyetlen adónak is adott a lehetőség, hogy világszerte kommunikáljon.
Az ELF hullámok nagyobb távolságokra utaznak olyan „veszteséges” közegben is, mint a földkéreg vagy a tengervíz, amely elnyeli vagy visszaveri a magasabb frekvenciájú rádióhullámokat.

### Schumann-rezonanciák
Az ELF hullámok csillapítása olyan alacsony, hogy a Földet akár többször is meg tudják kerülni, mielőtt az amplitúdójuk jelentősen lecsökkenne, így az egymással ellentétes irányban kisugárzott hullámok zavarják egymást. Bizonyos frekvenciákon ezeknek az ellentétes irányú hullámoknak a fázisa azonos lehet, aminek következtében erősítik egymást, és állóhullám alakul ki. Más szóval a zárt, Föld-ionoszféra rendszer úgy viselkedik, mint egy hatalmas üregrezonátor, ami erősíti az ELF sugárzás amplitúdóját a rezonancia frekvenciákon. Ezek az úgynevezett Schumann-rezonanciák, amik Winfried Otto Schumann német fizikus után kapták a nevüket, aki 1952-ben, még észlelésük előtt megjósolta ezen hullámok létezését. Tökéletesen vezető lemezekkel modellezve a Föld-ionoszféra üreget, Schumann kiszámította, hogy a rezonanciák az alábbi frekvenciákon jönnek létre:
{\displaystyle f_{n}=7,49[n(n+1)]^{1/2}\;{\text{Hz}}}
A tényleges frekvenciák ettől kis mértékben eltérnek, mivel az ionoszféra vezetési tulajdonságai nem állandóak. Az alapvető Schumann-rezonancia frekvenciája körülbelül 7,83 Hz, az ennek megfelelő hullámhossz megegyezik a Föld kerületével. További rezonancia lép fel 14,1, 20,3, 26,4, 32,4 Hz-en, stb. Ezeket a rezonanciákat a villámcsapások gerjesztik, melyek a Föld-ionoszféra üreget „megkongatják”, mint egy harangot. Így a Schumann-rezonanciákkal meg lehet figyelni a globális zivatartevékenységet.
A Schumann-rezonanciák iránti érdeklődés 1993-ban újult meg, amikor E. R. Williams összefüggést mutatott ki a rezonanciafrekvencia és a trópusi levegő hőmérséklete között, ami arra utalt, hogy a rezonanciafrekvencia vizsgálata a globális felmelegedés figyelemmel kísérésére is alkalmazható.

## Tengeralattjárókkal való kommunikáció

A földi dipól antenna működése hasonló egy hatalmas hurokantennához, amiben a váltóáram áthalad a P adón, egy felső távvezetéken és mélyen a földbe nyúló föld csatlakozáson. Ez H váltakozó mágneses mezőt hoz létre, amely ELF-hullámokat sugároz. A váltakozó áram az ábrán az egyszerűség kedvéért csak az egyik irányban haladva látható

Az Egyesült Államok haditengerészete használt rendkívül alacsony frekvenciát (ELF) rádiós kommunikáció céljára. A Szovjet/Orosz Haditengerészet is használt ELF-hullámokat a tengeralattjárókkal való kommunikációhoz. Az Indiai Haditengerészet ELF kommunikációs eszközt működtet Kattabomman haditengerészeti bázisán, hogy kommunikálni tudjon Arihant és Akula osztályú tengeralattjáróival.

### Magyarázat
Elektromos vezetőképessége miatt a tengervíz leárnyékolja a magasabb frekvenciájú rádióhullámokat, így a rádiókommunikáció a tengeralattjárókkal a szokásos frekvenciákon lehetetlen. Az ELF frekvenciájú jelek azonban képesek áthatolni a tengervízen és sokkal mélyebbre jutnak. Két tényező korlátozza az ELF kommunikációs csatornák hasznosságát: az alacsony adatátviteli sebesség (ami néhány karakter/perc), illetve kisebb mértékben az antenna méretével szembeni követelmény, ami gyakorlatilag lehetetlenné teszi, hogy az antennát tengeralattjáróra telepítsék, így a kommunikáció egyirányú (a partról a tengeralattjáró felé). Általában az ELF jeleket arra használták, hogy utasítsák a tengeralattjárót a felemelkedésre sekélyebb mélységbe, ahol más kommunikációs forma is elérhetővé vált.

### Nehézségek az ELF kommunikációban
Az egyik nehézség az ELF frekvencia kisugárzásában az antenna mérete, mert az antennahossznak legalább a hullámhossz egy jelentős részének kell lennie. Figyelembe véve a törésmutatót, az ELF-hullámok valamivel lassabban terjednek, mint a fény sebessége vákuumban.
Az USA fenntartott két helyszínt, ezek a Chequamegon-Nicolet National Forest (Wisconsin), valamint a Escanaba River State Forest (Michigan) míg le nem bontották őket 2004 szeptemberében. Mindkét helyszín hosszú távvezetékeket használt, és úgynevezett föld dipól antennákat. Ezek 22,5–45 km hosszúságúak voltak. A nagy hosszakból adódó elektromos veszteségek miatt az energia-hatékonyság alacsony volt, vagyis ehhez a módszerhez jelentős mennyiségű elektromos energia volt szükséges.

### Ökológiai hatás
Voltak aggodalmak az ELF jelek alkalmazásának lehetséges ökológiai hatásaival kapcsolatban. 1984-ben egy amerikai szövetségi bíró leállította egy ELF-létesítmény építését és több környezetvédelmi, egészségügyi vizsgálatot írt elő. Ezt az ítéletet leszavazta a szövetségi fellebbviteli bíróság azon az alapon, hogy az amerikai Haditengerészet állítása szerint több mint 25 millió dollárt költött az elektromágneses mezők hatásának tanulmányozására, és az eredmények szerint az ELF-nek is hasonló a hatása a szabványos villamos elosztó vonalak hatásához. Hasonló kérdés volt a múltban az elektromágneses sugárzás egészségre gyakorolt lehetséges hatása.

## Egyéb felhasználás
Rádióadók a 22 Hz-es tartományban megtalálhatók a csővezetékek ellenőrző műszerei között. Az adó jelet generál, ami egy váltakozó mágneses mező, és ezt a jeladót egy kis, csővezetékben mozgó járműre szerelik. A jármű a csővezetékben halad, ami többnyire fémből van. Az ELF jelet ki lehet mutatni a fémcsövön kívül is. Ezzel ellenőrizhető, hogy a jeladó áthaladt-e egy bizonyos helyen, illetve meg lehet megkeresni, ha elakadt valahol.
Néhány rádióamatőr rögzíti az ELF jeleket aktív vevőantenna segítségével, vagy kihasznál egy akár több ezer méter hosszú kerítést, autópálya védőkorlátot, vagy használaton kívüli vasúti sínt, majd a felvett hangot nagyobb sebességen játssza le, hogy könnyebben meg lehessen figyelni a Föld elektromágneses mezőjének természetes, alacsony frekvenciájú ingadozását. A nagyobb lejátszási sebesség növeli a hangmagasságot, ami beállítható úgy, hogy a hang frekvenciája a hallható tartományba essen.

## Természetes források
A természetben keletkező ELF-hullámok jelen vannak a Földön, az ionoszféra és a földfelület közötti rezonáló a régióban. Bár a VLF (ultra alacsony frekvenciájú) jelek túlnyomórészt villámkisülésekből erednek, megállapították, hogy megfigyelhető egy ELF összetevő is, ami majdnem minden esetben követi a VLF hullámot.
ELF hullámokat azonosítottak a Szaturnusz egyik holdján, a Titánon is. A Titán felszínéről azt gondolták, hogy gyenge visszaverő felület az ELF-hullámok számára, és a hullámok ehelyett arról a folyadék-jég határról verődnek vissza, amit a felszín alatti, vízből és ammóniából álló óceán alkot - de ez csak egy elméleti modell. A Titán-ionoszféra is bonyolultabb, mint a Földé, a fő ionoszféra magassága 1200 km, de egy további réteg áll töltött részecskékből 63 km magasságban. Ez felosztja a Titán légkörét két különálló, rezonáló kamrára. A természetes ELF-hullámok forrása a Titánon nem egyértelmű, mivel nem úgy tűnik, hogy lenne rajta kiterjedt villám-tevékenység.
Nagy ELF sugárzási teljesítményűek lehetnek a magnetárok, amik akár 100.000-szer nagyobb teljesítménnyel sugároznak, mint a Nap a látható fény tartományában. A Rák-ködben lévő pulzár ekkora teljesítménnyel sugároz 30 Hz-en.

## Expozíció
Az elektromágneses terápiában és az elektromágneses sugárzás egészségügyi kutatásában az elektromágneses spektrum 0–100 hertz közötti frekvenciáit rendkívül alacsony frekvenciájú mezőnek tartják. A lakosság ki van téve ELF mezők 50 Hz-es sugárzásának a nagyfeszültségű villamos távvezetékek közelében, továbbá a másodlagos villamos elosztóvonalak mentén, amik a lakosság villamosenergia-ellátását biztosítják.

## Lehetséges egészségügyi hatások
Már az 1970-es években kérdések merültek fel az ELF elektromos és mágneses terek (EMF) lehetséges káros egészségügyi hatásával kapcsolatban. A külső ELF mágneses mezők elektromos mezőket és ezáltal elektromos áramot hoznak létre az emberi test belsejében, amik nagy térerősség esetén ideg-izom stimulációt okoznak, azaz befolyásolják az idegsejtek működését a központi idegrendszerben. Az egészségügyi hatásokat vizsgálták rövid távú, nagy erősségű ELF terek esetén, ezek alapján két nemzetközi határérték irányelvet hoztak létre (ICNIRP, 1998; IEEE, 2002) például 0,2-0,4 mA 50/60 Hz esetén. Reilly 1999-es tanulmánya azt mutatta, hogy az önkéntes kísérleti alanyok a 60 Hz-es ELF RF-nek való kitettséget közvetlenül 2–5 kV / m küszöbérték körül kezdték észlelni, az ELF expozíciót ezen a szinten az önkéntesek 10%-a érzékelte. Az önkéntesek között az észlelés mértéke 50%-ra emelkedett, amikor az ELF szintet 7-től 20 kV/m-ig emelték. A vizsgálati alanyok 5%-a az ilyen erősségű ELF-et idegesítőnek találta. Az ELF az emberi érzékelők számára idegesítő, bizsergő érzést okozott a test és a ruházat területén, különösen a karon. Az önkéntesek 7%-a írta le fájdalmasnak a szikrakisülést, amikor az elektromosan jól szigetelt alany megérintett egy földelt tárgyat 5 kV/m térerősségű mezőben. 10 kV/m-es térerősség mellett az alanyok 50%-a számolt be fájdalmas kisülésről.

### Leukémia
Van némi bizonytalanság a tekintetben, hogy milyen összefüggés van a hosszú távú, alacsony térerősségű ELF mezők és a számos egészségkárosító hatás között, különösen leukémiás gyermekeknél. 2010-ben egy összesített epidemiológiai elemzés alátámasztotta azt a hipotézist, hogy a hálózati frekvenciájú mágneses mezőnek való kitettség kapcsolatban van a gyermekkori leukémiával. Más tanulmányok nem találtak olyan bizonyítékot, amely alátámasztaná azt az elképzelést, hogy az ELF-nek való kitettség kockázati tényező a gyermekkori leukémia kialakulásában.

## Szabadalmak
- Tanner, R. L., U.S. Patent 3215937PDF-hivatkozás"Extremely low-frequency antenna", 1965
- Hansell, Clarence W., U.S. Patent 2389432PDF-hivatkozás''Communication system by pulses through the Earth"
- Altshuler, U.S. Patent 4051479PDF-hivatkozás, ''ELF vertical dipole antenna suspended from aircraft''

## Fordítás
- Ez a szócikk részben vagy egészben  az   Extremely low frequency című angol Wikipédia-szócikk ezen változatának fordításán alapul.  Az eredeti cikk szerkesztőit annak laptörténete sorolja fel. Ez a jelzés csupán a megfogalmazás eredetét és a szerzői jogokat jelzi, nem szolgál a cikkben szereplő információk forrásmegjelöléseként.